# Thil, Marne

Thil este o comună în departamentul Marne, Franța. În 2009 avea o populație de 288 de locuitori.